# Ewald André Dupont
Ewald André Dupont (Zeitz, 25 de diciembre de 1891 - Hollywood, 12 de diciembre de 1956) fue un director de cine alemán.
De profesión periodística, en 1916 comenzó a escribir guiones para películas mudas. Después de la guerra, se especializó en escribir guiones sobre películas policiales, y comenzó a realizar sus propias películas, cosechando un gran éxito en Alemania. Su película Moulin Rouge, rodada en París y Londres, tuvo un gran éxito internacional en 1928, a causa de varias escenas juzgadas escandalosas. Al año siguiente, Piccadilly dio a conocer a la actriz chino-estadounidense Anna May Wong. Continuó su carrera en Londres y Hollywood, donde se instaló definitivamente en 1933. 

## Filmografía
- 1918 : Europa postlagernd
- 1918 : Mitternacht
- 1918 : Der Teufel
- 1919 : Die Japanerin
- 1919 : Das Geheimnis des Amerika-Docks
- 1919 : Die Maske
- 1919 : Das Derby - Ein Detektivroman auf dem grünen Rasen
- 1920 : Der Würger der Welt
- 1920 : Alkohol
- 1920 : Das Grand Hotel Babylon
- 1920 : Der Weisse Pfau
- 1920 : Whitechapel
- 1920 : Herztrumpf
- 1921 : Die Geierwally
- 1921 : Der Mord ohne Täter
- 1921 : Kinder der Finsternis - 1. Der Mann aus Neapel
- 1922 : Kinder der Finsternis - 2. Kämpfende Welten
- 1922 : Sie und die Drei
- 1923 : Die Grüne Manuela - Ein Film aus dem Süden
- 1923 : Baruch (Das Alte Gesetz)
- 1925 : Der Demütige und die Tänzerin
- 1925 : Varieté
- 1927 : Love Me and the World Is Mine
- 1928 : Moulin Rouge
- 1929 : Atlantic
- 1929 : Piccadilly
- 1929 : Atlantik
- 1930 : Atlantis
- 1930 : Les Deux mondes
- 1930 : Two Worlds
- 1930 : Zwei Welten
- 1930 : Menschen im Käfig
- 1931 : Salto Mortale
- 1931 : Le Cap perdu
- 1931 : Cape Forlorn
- 1931 : Salto Mortale
- 1932 : Peter Voss, der Millionendieb
- 1933 : Der Läufer von Marathon
- 1933 : Ladies Must Love
- 1935 : The Bishop Misbehaves
- 1936 : Forgotten Faces
- 1936 : A Son Comes Home
- 1937 : Night of Mystery
- 1937 : On Such a Night
- 1937 : Love on Toast
- 1939 : Hell's Kitchen
- 1951 : Le Foulard]] (The Scarf)
- 1951 : Pictura
- 1953 : Problem Girls
- 1953 : The Neanderthal Man
- 1953 : The Steel Lady
- 1954 : Return to Treasure Island

- Datos: Q70678
- Multimedia: Ewald André Dupont / Q70678